# Segerstromita
La segerstromita és un mineral de la classe dels fosfats. Rep el nom en honor de Kenneth Segerstrom (1909–1992), geòleg de l'U.S. Geological Survey. Va passar diversos anys treballant i fent mapes a la regió d'Atacama, inclosa la mina Cobriza, la localitat tipus.

## Característiques
La segerstromita és un arsenat de fórmula química Ca₃(As⁵⁺O₄)₂[As³⁺(OH)₃]₂. Va ser aprovada com a espècie vàlida per l'Associació Mineralògica Internacional el 2014, sent publicada l'any 2018. Cristal·litza en el sistema isomètric. La seva duresa a l'escala de Mohs és 4,5.
Les mostres que van servir per a determinar l'espècie, el que es coneix com a material tipus, es troben conservades al Museu Mineral de la Universitat d'Arizona, a Tucson (Arizona), amb el número de catàleg: 19800, i al projecte RRUFF, amb el número de mostra: r130753.

## Formació i jaciments
Va ser descoberta a la mina Cobriza, situada al districte miner de Chinchado-Sacramento, a la província de Copiapó (Regió d'Atacama, Xile), on es troba com a mineral secundari en forma de tetraedres, dodecaedres, o en agregats, normalment associada a vladimirita, talmessita i hidroxilapatita. Aquesta mina xilena és l'únic indret de tot el planeta on ha estat descrita aquesta espècie mineral.